# Astragalus feensis
Astragalus feensis es una especie de planta del género Astragalus, de la familia de las leguminosas, orden Fabales.

## Distribución
Astragalus feensis se distribuye por Estados Unidos (Nuevo México).

## Taxonomía
Fue descrita científicamente por M. E. Jones. Fue publicada en Contr. W. Bot. 8: 20 (1898).